# Jeonnam Dragons
Jeonnam Dragons (hangul: 전남 드래곤즈) är en fotbollsklubb i Gwangyang, Sydkorea. Laget spelar i den sydkoreanska högsta divisionen K League Classic och spelar sina hemmamatcher på Gwangyang Football Stadium.

## Historia
Klubben bildades 1994 som Chunnam Dragons och spelade sin första säsong i K League 1995. Klubben hade sin mest framgångsrika säsong 1997 då den vann koreanska FA-cupen och samma år kom tvåa i ligan efter Pusan Daewoo Royals, vilket än idag är Dragons högsta ligaplacering. Samma år kom de även tvåa i ligacupen, även det efter Royals. 
År 1999 nådde klubben final i Asiatiska cupvinnarcupen men förlorade mot Al-Ittihad. År 2006 och 2007 blev Chunnam FA-cupmästare två år i rad och hade därmed vunnit tre av sina fyra FA-cupfinaler. Klubben har däremot missat tre ligacuptitlar som tvåa.
Inför säsongen 2014 bytte klubben namn till Jeonnam Dragons.

## Klubbrekord

### Säsonger
| Säsong | Division | Placering | Säsong | Division | Placering | Säsong | Division | Placering |
| ------ | -------- | --------- | ------ | -------- | --------- | ------ | -------- | --------- |
| 1995   | 1        | 5         | 2003   | 1        | 4         | 2011   | 1        | 7         |
| 1996   | 1        | 6         | 2004   | 1        | 3         | 2012   | 1        | 11        |
| 1997   | 1        | 2         | 2005   | 1        | 11        | 2013   | 1        | 10        |
| 1998   | 1        | 4         | 2006   | 1        | 6         | 2014   | 1        | 7         |
| 1999   | 1        | 3         | 2007   | 1        | 10        | 2015   | 1        | 9         |
| 2000   | 1        | 7         | 2008   | 1        | 9         |        |          |           |
| 2001   | 1        | 8         | 2009   | 1        | 4         |        |          |           |
| 2002   | 1        | 5         | 2010   | 1        | 9         |        |          |           |

### Meriter
- K League Classic
  - Tvåa (1): 1997

- Korean FA Cup
  - Mästare (4): 1997, 2006, 2007, 2021
  - Tvåa (1): 2003

- Korean League Cup
  - Tvåa (3): 1997, 2000, 2008

- Asiatiska cupvinnarcupen
  - Tvåa (1): 1999

## Tränare
| Säsong(er) | Namn           | Säsong(er) | Namn           | Säsong(er) | Namn         |
| ---------- | -------------- | ---------- | -------------- | ---------- | ------------ |
| 1995–96    | Jung Byung-tak | 2005–07    | Huh Jung-moo   | 2012–14    | Ha Seok-ju   |
| 1996–98    | Huh Jung-moo   | 2008–10    | Park Hang-seo  | 2014–      | Roh Sang-rae |
| 1998–03    | Lee Hoe-taik   | 2011–12    | Jung Hae-seong |            |              |
| 2004       | Lee Jang-soo   | 2012       | Yoon Deok-yeo  |            |              |